# 정착민

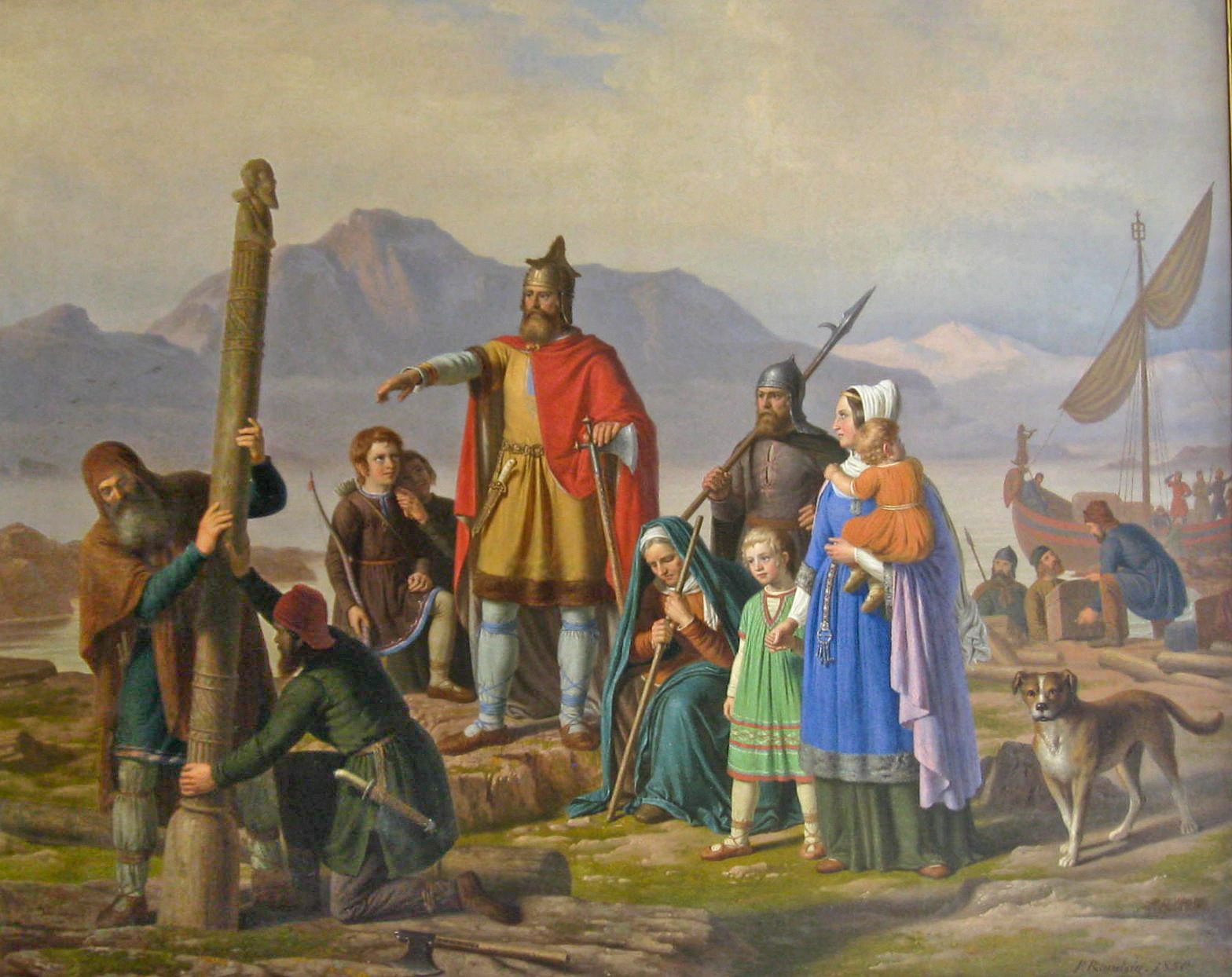
아이슬란드에 도착한 최초의 중세 정착민들

정착민(定着民)은 특정 지역으로 이주해 그곳에 영주권을 설정하여 정착하며 사는 사람들이다. 이들은 정착지를 자주 바꾸며 생활하는 유목민과는 대조적인 생활 모습을 보인다.
이전에 사람이 살지 않았거나 사람이 거의 살지 않은 지역으로 이주하는 정착민의 경우 개척자라고도 부른다.

## 같이 보기
- 녹색행군
- 이스라엘 정착촌
- 레벤스라움
- 식민주의
- 젠트리피케이션
- 제국주의
- 강제 이주
- 오리건 가도